# Pola Agatowe
Pola Agatowe – obszar występowania agatów we wschodniej części miejscowości Płóczki Górne, w gminie Lwówek Śląski, w powiecie lwóweckim.

## Położenie
Pole Agatowe stanowi pas nieużytków o przebiegu z północnego zachodu na południowy wschód, długi na około 1 km i szeroki na 300–500 m, na północno-wschodnich zboczach rozległego wzgórza Lipień.

## Historia
Informacje o występowaniu agatów na terenie wsi pojawiły się w literaturze w 1846 roku. W 1888 roku H. Traube opisał znajdowane na tym terenie okazy. Później stanowisko długo pozostawało w zapomnieniu. Kolejne wzmianki źródłach mineralogicznych pochodzą dopiero z 1979 roku. Odtąd były zbierane przez amatorów, jednak pole nie zostało poddane badaniom naukowym.
Pola są w części w posiadaniu Agencji Nieruchomości Rolnych, która dzierżawi je prywatnym osobom (stan na 2009 rok).

## Budowa geologiczna okolic Pól Agatowych
Na utworach metamorfiku kaczawskiego leżą skały osadowe górnego karbonu i permu, głównie piaskowce z niewielkimi wkładkami zlepieńców, łupków i wapieni. Ze względu na swoją podatność na wietrzenie tworzą one obniżenia terenu.
Ciąg wzgórz tworzony jest przez odporniejsze skały wylewne – andezyty bazaltowe i trachyandezyty bazaltowe (tzw. melafiry), występujące w dwóch grubych poziomach pomiędzy osadowymi skałami permskimi.
Agaty występują w dolnym poziomie skał wulkanicznych, którego grubość zmienia się w zakresie od około 50 do około 200 m, pojawiając się w nim w postaci nieciągłych warstw, horyzontów i soczewek.

## Agaty płóczkowskie
Agaty z Płóczek Górnych są zwykle rozmiaru kilku centymetrów, rzadko kilkunastu centymetrów, okazy jeszcze większe występują sporadycznie. Dominują kształty owalne, rzadkie są okazy kuliste.

## Turystyka

### Szlak turystyczny
W okolice Pól Agatowych można dotrzeć niebieskim szlakiem pieszym z Lwówka Śląskiego.

### Lwóweckie Lato Agatowe
Lwóweckie Lato Agatowe (LLA) jest cykliczną imprezą, w trakcie której organizowane są legalne poszukiwania na terenie Pól Agatowych.